# Záhira régió

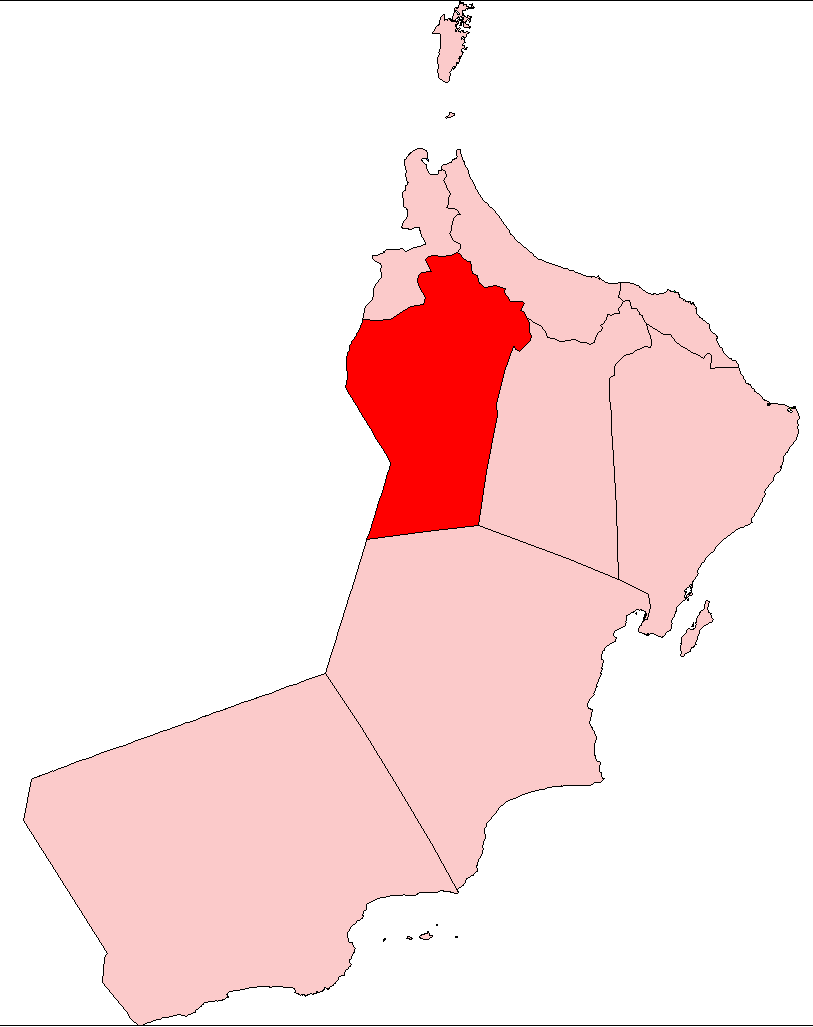
Záhira régió elhelyezkedése Ománon belül

Ez-Záhira régió (arabul منطقة الظاهرة  [Minṭaqa aẓ-Ẓāhira]) az Omán kilenc tartománya közé tartozó öt régió egyike az ország északnyugati részén. Északon a 2006-ban belőle kihasított Burajmi kormányzóság, északkeleten Bátina régió, keleten a Belső régió, délen a Középső régió, délnyugaton Szaúd-Arábia, nyugaton pedig az Egyesült Arab Emírségek határolja. Székhelye Ibri városa. Területe 40 000 km², lakossága a 2010-es népszámlálás adatai szerint 151 664 fő, az összlakosság 5,5%-a.

## Közigazgatási beosztása
Záhira régió három körzetre (vilája) oszlik. Ezek: Dank, Ibri, Jankul.

## Fordítás
Ez a szócikk részben vagy egészben  a   Liste der Regionen und Distrikte in Oman című német Wikipédia-szócikk ezen változatának fordításán alapul.  Az eredeti cikk szerkesztőit annak laptörténete sorolja fel. Ez a jelzés csupán a megfogalmazás eredetét és a szerzői jogokat jelzi, nem szolgál a cikkben szereplő információk forrásmegjelöléseként.